# Burghalde Dürbheim
Die Burghalde Dürbheim ist eine Ruine einer vermutlich vorgeschichtlichen Wallburg (Höhenburg) auf 920,6 m ü. NN rund 1500 Meter nordwestlich der Kirche von Dürbheim im Landkreis Tuttlingen in Baden-Württemberg. Von der ehemaligen Burganlage sind noch Wall- und Grabenreste erhalten.